# Ayacha
Ayacha  (in arabo عياشة‎?) è un centro abitato e comune rurale del Marocco situato nella provincia di Larache, regione di Tangeri-Tetouan-Al Hoceima. Conta una popolazione di 7 335 abitanti (censimento 2014).